# Norman Burton
Norman Burton (New York, 5 dicembre 1923 – Imperial, 29 novembre 2003) è stato un attore statunitense.
È noto soprattutto per aver interpretato il ruolo dell'agente della Cia Felix Leiter nel film Agente 007 - Una cascata di diamanti (1971).
In Italia è ricordato anche per l'interpretazione, insieme a Jean-Claude Van Damme e Forest Whitaker, del film Senza esclusione di colpi (1988).
È morto all'età di 79 anni a causa di un incidente stradale nei pressi di Ajijic, in Messico.

## Filmografia

### Cinema
- Fright, regia di W. Lee Wilder (1956)
- Sparate a vista (Pretty Boy Floyd), regia di Herbert J. Leder (1960)
- Hand of Death, regia di Gene Nelson (1962)
- Womanhunt, regia di Maury Dexter (1962)
- Seme selvaggio (Wild Seed), regia di Brian G. Hutton (1965)
- La valle delle bambole (Valley of the Dolls), regia di Mark Robson (1967)
- Il pianeta delle scimmie (Planet of the Apes), regia di Franklin J. Schaffner (1968)
- R.P.M., regia di Stanley Kramer (1970)
- Jud, regia di Gunther Collins (1971)
- Simon re dei diavoli (Simon, King of the Witches), regia di Simn Kessler (1971)
- Fuga dal pianeta delle scimmie (Escape from the Planet of the Apes), regia di Don Taylor (1971)
- Agente 007 - Una cascata di diamanti (Diamonds Are Forever), regia di Guy Hamilton (1971)
- E tutto in biglietti di piccolo taglio (Fuzz), regia di Richard A. Colla (1972)
- Salvate la tigre (Save the Tiger), regia di John G. Avildsen (1973)
- Hit!, regia di Sidney J. Furie (1973)
- L'uomo terminale (The Terminal Man), regia di Mike Hodges (1974)
- L'inferno di cristallo (The Towering Inferno), regia di John Guillermin (1974)
- Il misterioso caso Peter Proud (The Reincarnation of Peter Proud), regia di J. Lee Thompson (1975)
- La corsa più pazza del mondo (The Gumball Rally), regia di Charles Bail (1976)
- Scorchy, regia di Howard Avedis (1976)
- Dissolvenza in nero (Fade to Black), regia di Vernon Zimmerman (1980)
- Amy, regia di Vincent McEveety (1981)
- Mausoleum, regia di Michael Dugan (1983)
- China Blue (Crimes of Passion), regia di Ken Russell (1984)
- Pray for Death, regia di Gordon Hessler (1985)
- Bad Guys, regia di Joel Silberg (1986)
- Senza esclusione di colpi (Bloodsport), regia di Newt Arnold (1988)
- Dal profondo dello spazio (Deep Space), regia di Fred Olen Ray (1987)
- I dinamitardi (Live Wire), regia di Christian Duguay (1992)
- American Ninja V, regia di Bob Bralver (1993)

### Televisione
- The New Breed – serie TV, episodio 1x03 (1961)
- Gli intoccabili (The Untouchables) – serie TV, 2 episodi (1961-1962)
- Scacco matto (Checkmate) – serie TV, episodio 2x07 (1961)
- Shannon – serie TV, un episodio (1962)
- Il fuggiasco (The Fugitive) – serie TV, un episodio (1963)
- Vita da strega (Bewitched) – serie TV, un episodio (1965)
- The Farmer's Daughter – serie TV, un episodio (1965)
- Gunsmoke – serie TV, un episodio (1965)
- Strega per amore (I Dream of Jeannie) – serie TV, un episodio (1966)
- Get Smart – serie TV, un episodio (1966)
- Un eroe da quattro soldi (The Hero) – serie TV, un episodio (1966)
- Le spie (I Spy) – serie TV, un episodio (1968)
- Al banco della difesa (Judd for the Defense) – serie TV, un episodio (1968)
- Squadra speciale anticrimine (The Felony Squad) – serie TV, episodio 3x08 (1968)
- La terra dei giganti (Land of the Giants) – serie TV, un episodio (1969)
- They Call It Murder – film TV (1971)
- The Partners – serie TV, un episodio (1972)
- A Great American Tragedy – film TV (1972)
- Agenzia Rockford (The Rockford Files) – serie TV, 2 episodi (1974-1976)
- F.B.I. (The F.B.I.) – serie TV, un episodio (1974)
- Il mago (The Magician) – serie TV, un episodio (1974)
- Il pianeta delle scimmie (Planet of the Apes) – serie TV, un episodio (1974)
- Kojak – serie TV, un episodio (1974)
- Lincoln – miniserie TV, 3 episodi (1975-1976)
- Force Five – film TV (1975)
- Baretta – serie TV, un episodio (1975)
- Conspiracy of Terror – film TV (1975)
- Harry O – serie TV, un episodio (1976)
- La squadriglia delle pecore nere (Baa Baa Black Sheep) – serie TV, un episodio (1976)
- Rhoda – serie TV, un episodio (1976)
- Quincy (Quincy M.E.) – serie TV, 2 episodi (1977-1980)
- Dog and Cat – serie TV, un episodio (1977)
- Murder in Peyton Place – film TV (1977)
- Wonder Woman – serie TV, 9 episodi (1977)
- The Ted Knight Show – serie TV, 6 episodi (1978)
- Project U.F.O. – serie TV, un episodio (1978)
- Lou Grant – serie TV, un episodio (1978)
- The Ultimate Impostor – film TV (1979)
- Bogie – film TV (1980)
- To Race the Wind – film TV (1980)
- CHiPs – serie TV, un episodio (1982)
- L'albero delle mele (The Facts of Life) – serie TV, un episodio (1982)
- Simon & Simon – serie TV, un episodio (1982)
- Supercar (Knight Rider) – serie TV, 2 episodi (1983-1986)
- La signora in giallo (Murder, She Wrote) – serie TV, episodio 2x13 (1986)
- A cuore aperto (St. Elsewhere) – serie TV, un episodio (1986)
- Ricordi di guerra (War and Remembrance)– miniserie TV, 3 episodi (1988-1989)
- Autostop per il cielo (Highway to Heaven) – serie TV, episodio 4x16 (1988)
- Gioco duro a Sunset Strip (Shakedown on the Sunset Strip) – film TV (1988)
- In famiglia e con gli amici (Thirtysomething) – serie TV, un episodio (1990)
- Dragnet – serie TV, un episodio (1990)
- The New Adam-12 – serie TV, un episodio (1991)